# Młyn w Vranovie
Młyn w Vranovie – zabytkowy młyn wodny w mieście Vranov nad Dyjí.
Młyn wybudowany w 1703 przez właściciela majątku Michaela Hermanna von Althann (1671–1736). Duża przebudowa konstrukcyjna miała miejsce w 1745 za panowania Marii Pignatelli (1689-1755), żony jego brata Michaela Jan III von Althann (1679–1722), o czym świadczy kartusz z herbami małżeństwa nad bramą na dziedziniec. W 1782 obiekt został sprzedany w ręce prywatne. W latach 1919-1930 dzierżawiła go rodzina Grundov a następnie zakupiła. Młyn działał do 1953. Po nacjonalizacji w 1959 uległ dewastacji. Po 1989 w ramach zwrotu powrócił do pierwotnych właścicieli. W 2017 zostaje sprzedany i w czerwcu ulega spaleniu.

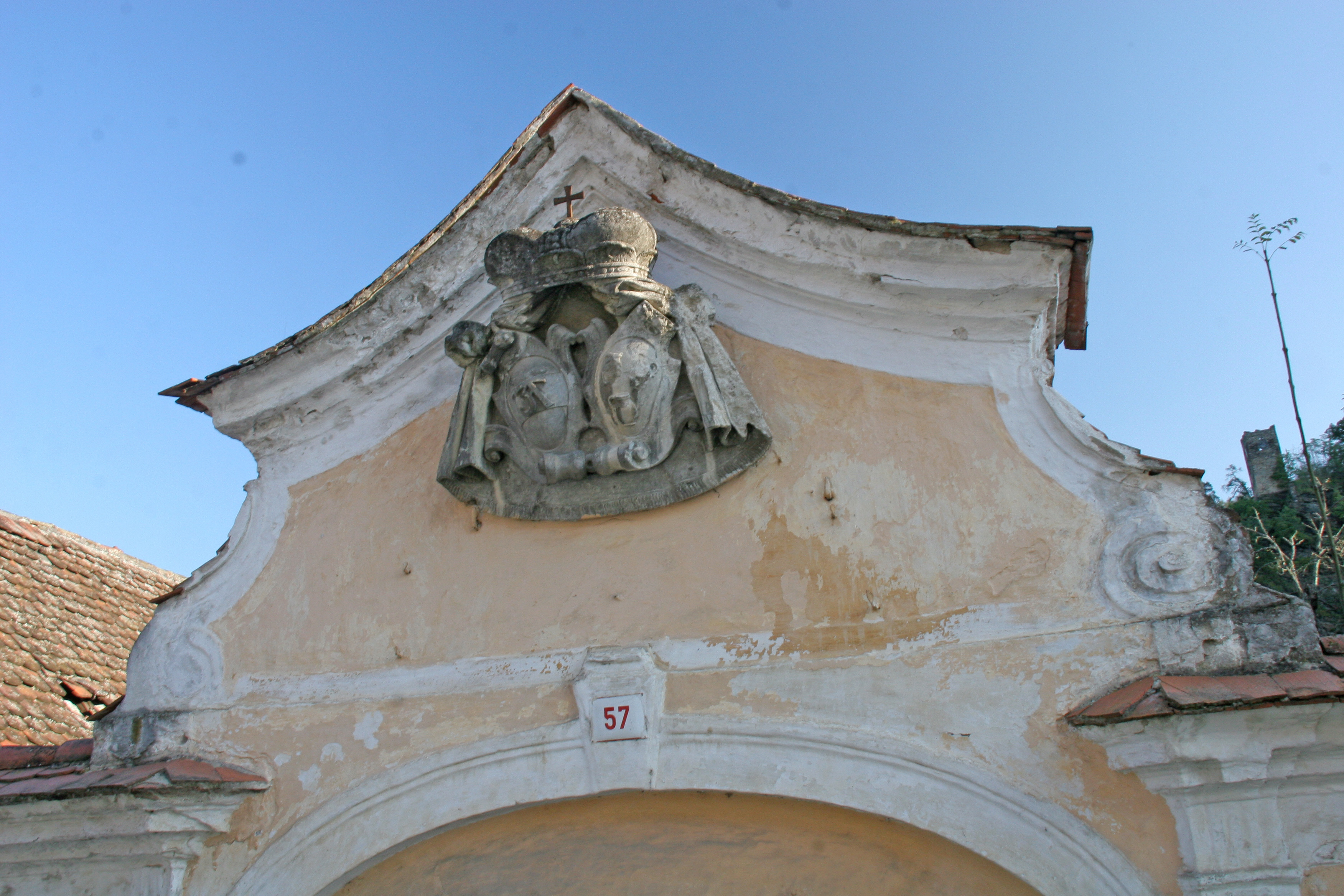
Młyn. Herby Althann i Pignatelli
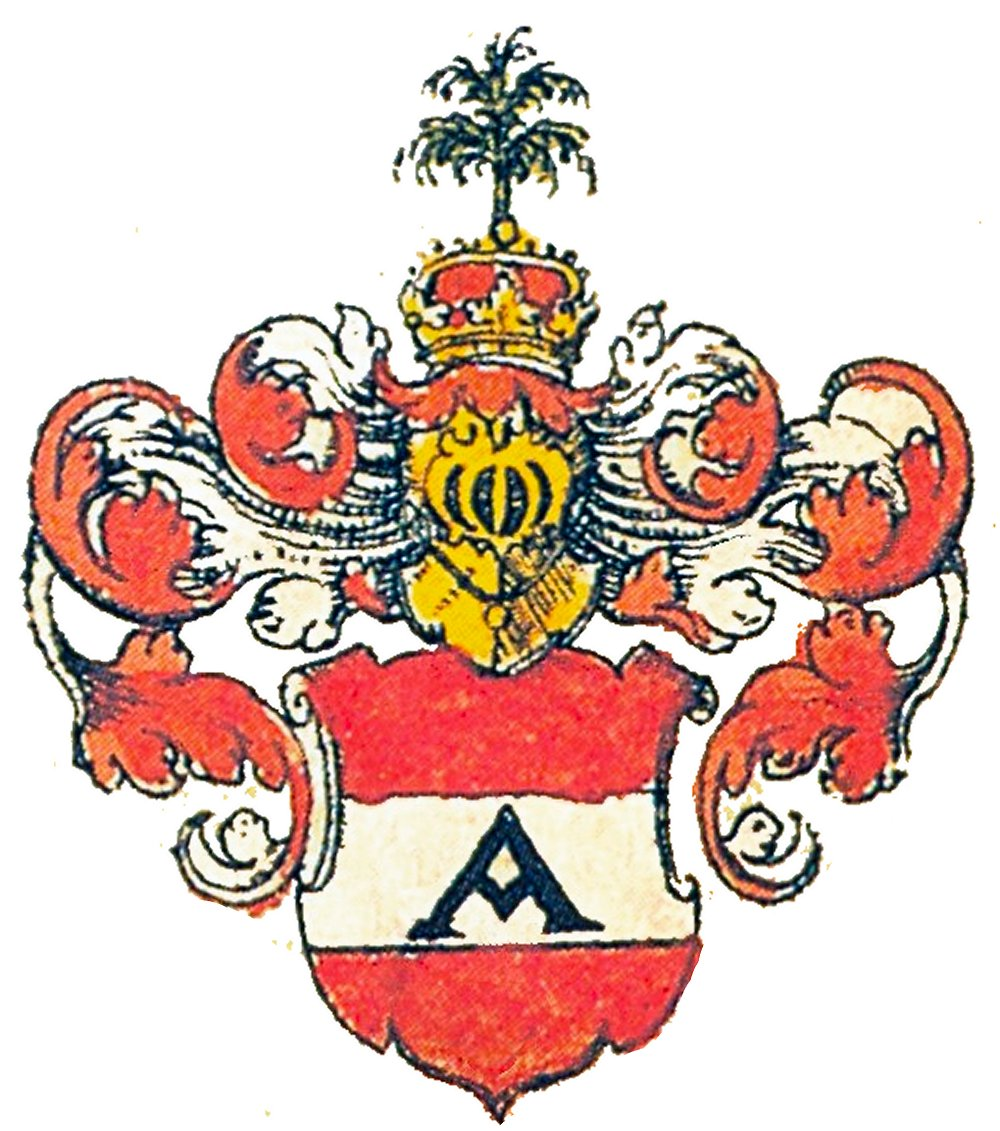
Herb Jana v. Althann
Herb Marii Pignatelli